# 427496 van de Weg
427496 van de Weg este o planetă minoră (asteroid) din centura de asteroizi. A fost descoperită pe 20 ianuarie 2002 la Observatorul Palomar de Near Earth Asteroid Tracking. 
Obiectul prezintă o orbită caracterizată de o semiaxă mare de 2,5841903924944 UAi, o excentricitate de 0,20074871644602, o înclinație de 11,873403308166 ° în raport cu ecliptica.